# XinXing Ductile Iron Pipes Co., Ltd
XinXing Ductile Iron Pipes Co., Ltd — второй в мире производитель материалов из высокопрочного чугуна с шаровидным графитом для водоснабжения и водоотведения (после Saint-Gobain PAM UK). Штаб-квартира компании расположена в Пекине.

## История
Компания основана в 1971 году. В первые время своего существования завод производил и поставлял стальную продукцию для нужд Китайской Народно-освободительной армии. В дальнейшем завод разросся до размеров концерна путём слияний и поглощений.

## Собственники и руководство
Основные владельцы компании:
Председатель совета директоров компании — Liu Mingzhong.

## Деятельность
XinXing Ductile Iron Pipes Co., Ltd. — второй в мире производитель материалов из высокопрочного чугуна с шаровидным графитом для водоснабжения и водоотведения. Основные направления деятельности концерна — выпуск чугуна и стали, производство труб, фасонных частей и другой продукции, изготовление оборудования. Корпорация входит в число ключевых государственных предприятий КНР. В 1997 году концерн был зарегистрирован на Шеньчжэнской фондовой бирже с общим объёмом акций 621,5 миллиона. Ежегодные темпы роста общего объёма активов, доходов от продаж и прибыли в среднем составили 21,32 %, 31,13 % и 24,28 % соответственно.
В течение 10 лет концерн занимает первое место по объёмам производства труб из высокопрочного чугуна, по объёмам валютной выручки и доле рынка XinXing Ductile Iron Pipes Co., Ltd. входит в список ведущих предприятий Китая в течение 8 лет.
Концерн прошел сертификацию по системе менеджмента охраны труда и техники безопасности GB/T28001, по системе защиты окружающей среды ISO14001 и системе менеджмента качества ISO 9001.
В концерн входит 7 заводов по производству труб, общая производственная мощность которых достигает 1,5 млн тонн продукции в год.

### Проекты и экспорт
Ежегодный объём производства труб превышает 1,55 млн тонн, фитингов — 50 000 тонн. Продукция (около 40 % общего объёма) поставляется в 120 стран мира: Австралию, Великобританию, Аргентину, Египет, Индию, Испанию, Италию, Казахстан, КНДР, Новую Зеландию, Россию, Южную Корею и др.
В 2010 году выручка ХХ составила 12,37 млрд долларов (прирост — 38,1 %).
Трубы и фитинги производства заводов XinXing Ductile Iron Pipes Co., Ltd. применялись при строительстве инженерных сетей для большинства олимпийских объектов в Пекине. Кроме того, трубная продукция XinXing использовалась в проекте переброски вод реки Хуанхэ, в строительстве водовода для обеспечения водой района Цзяннин провинции Цзянсу.